# Specie di Dysderidae
Di seguito sono elencate tutte le 528 specie della famiglia di ragni Dysderidae note a giugno 2013.

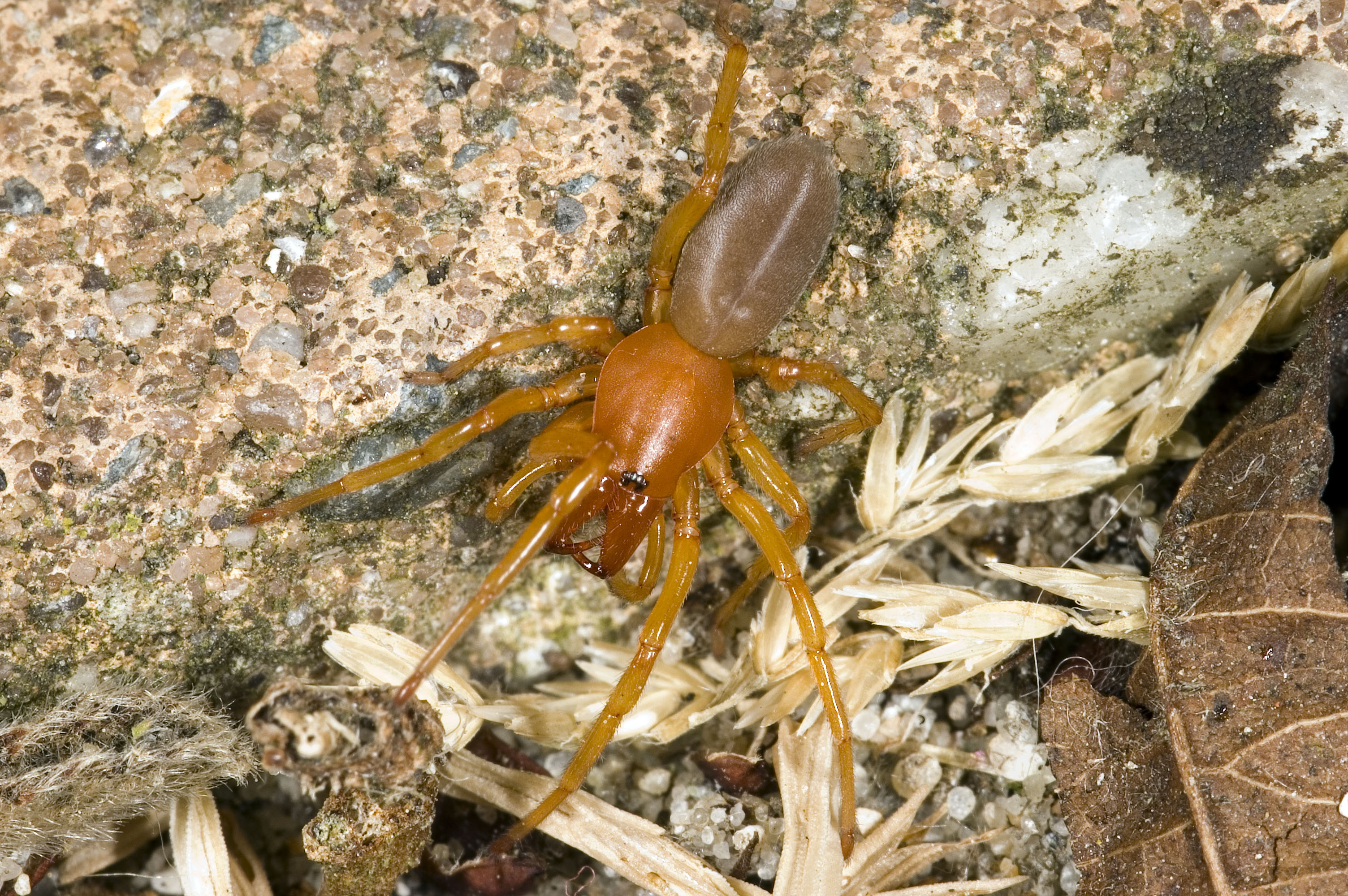
Dysdera crocata

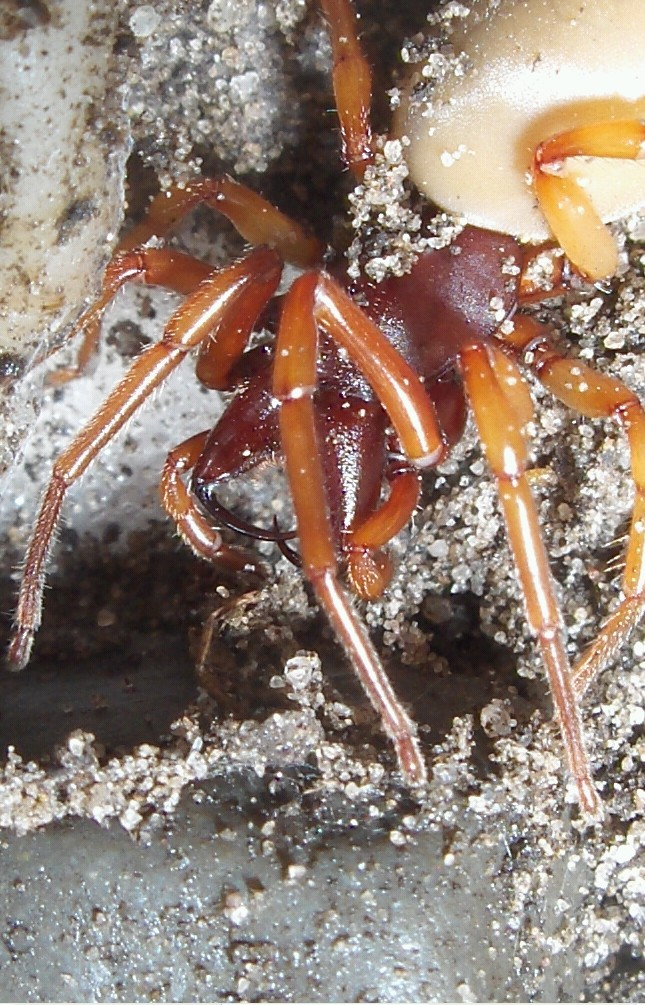
Dysdera crocata

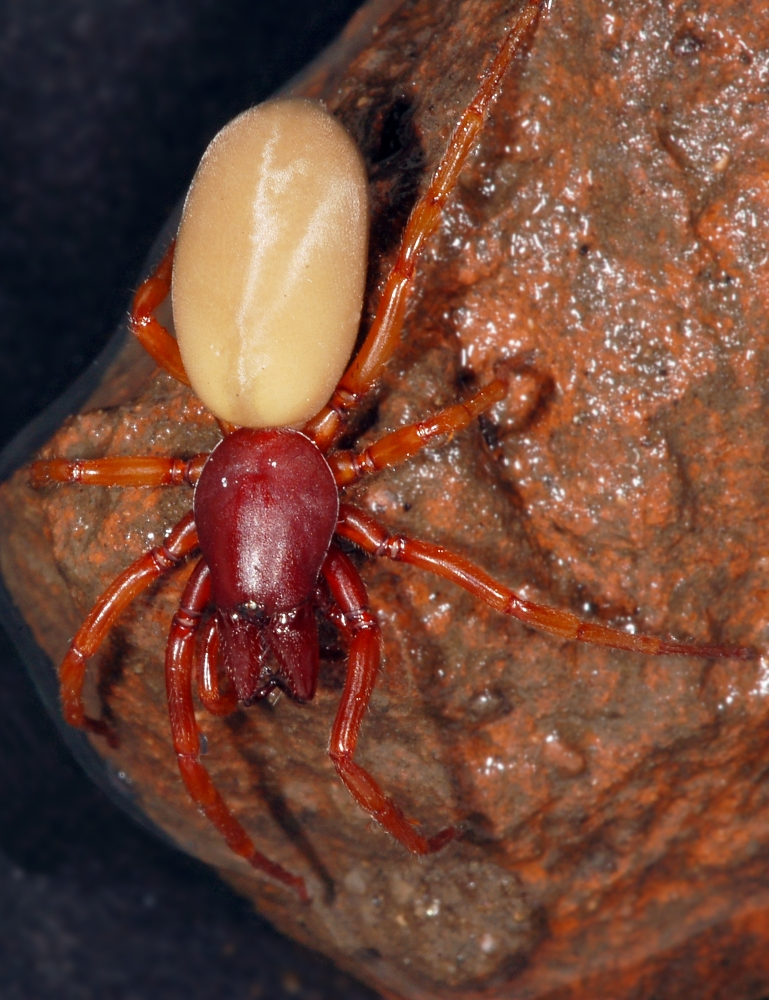
Dysdera erythrina

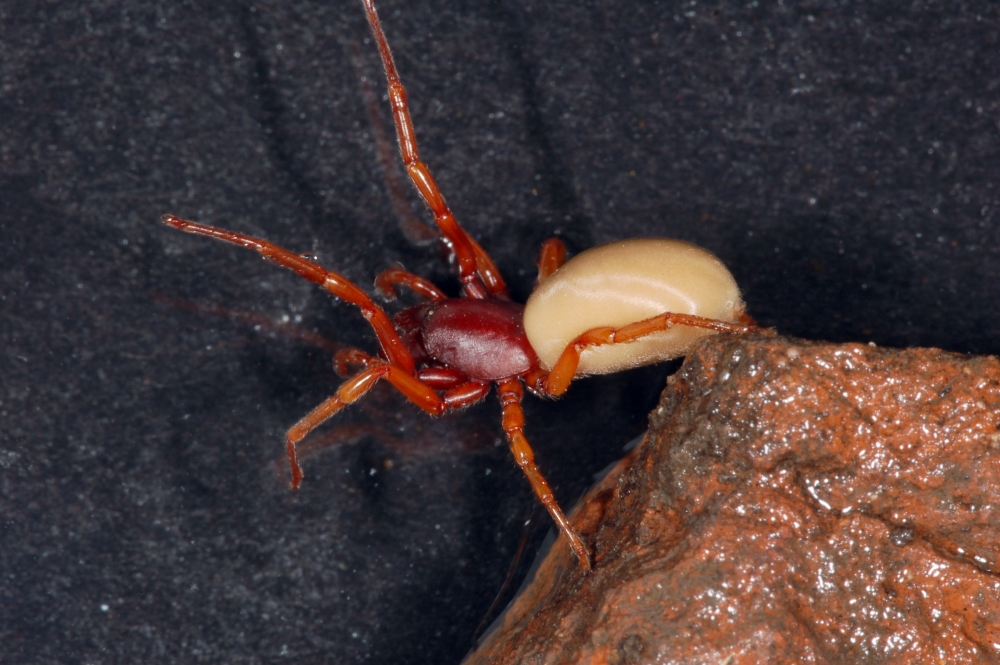
Dysdera erythrina

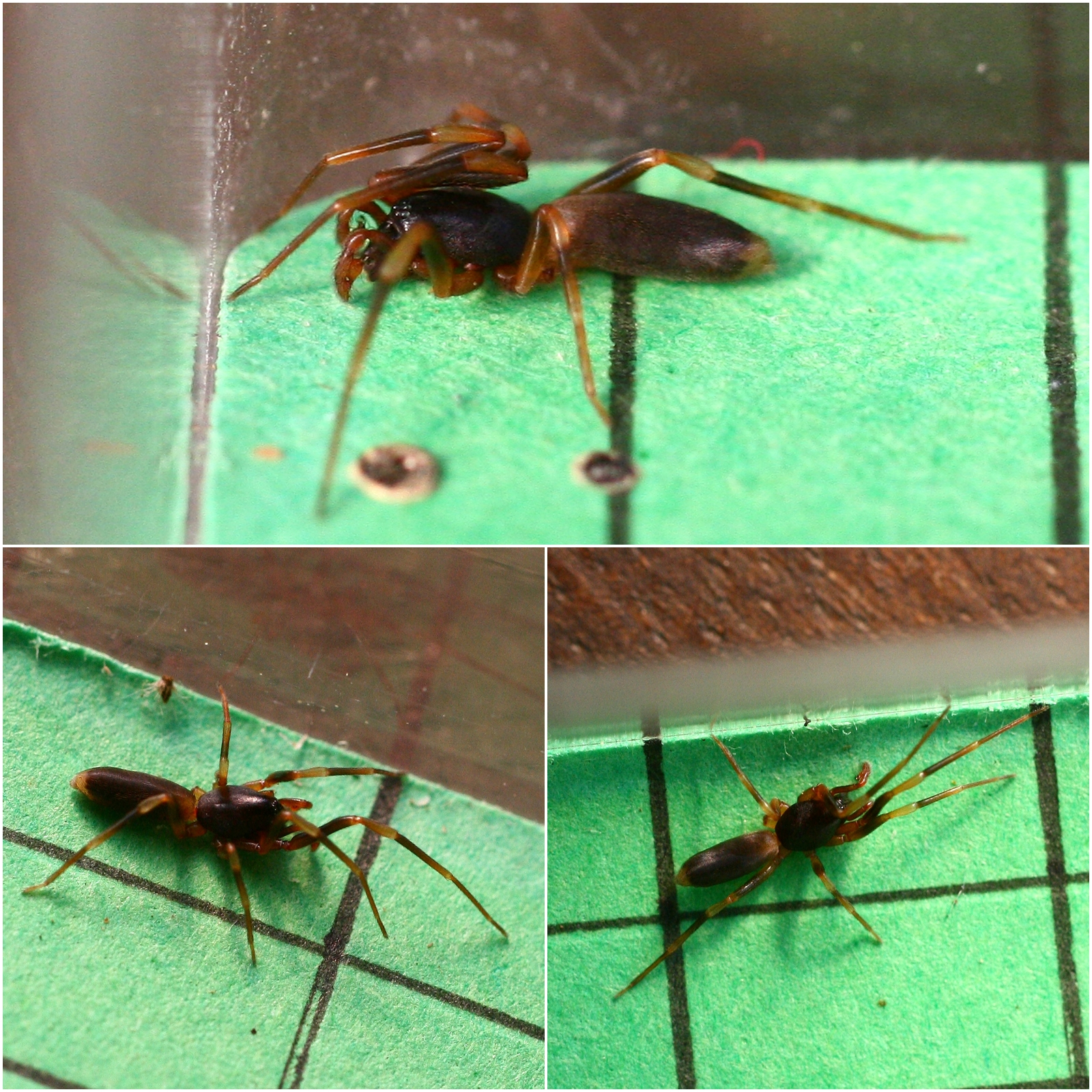
Harpactea holmbergi, maschio, collage

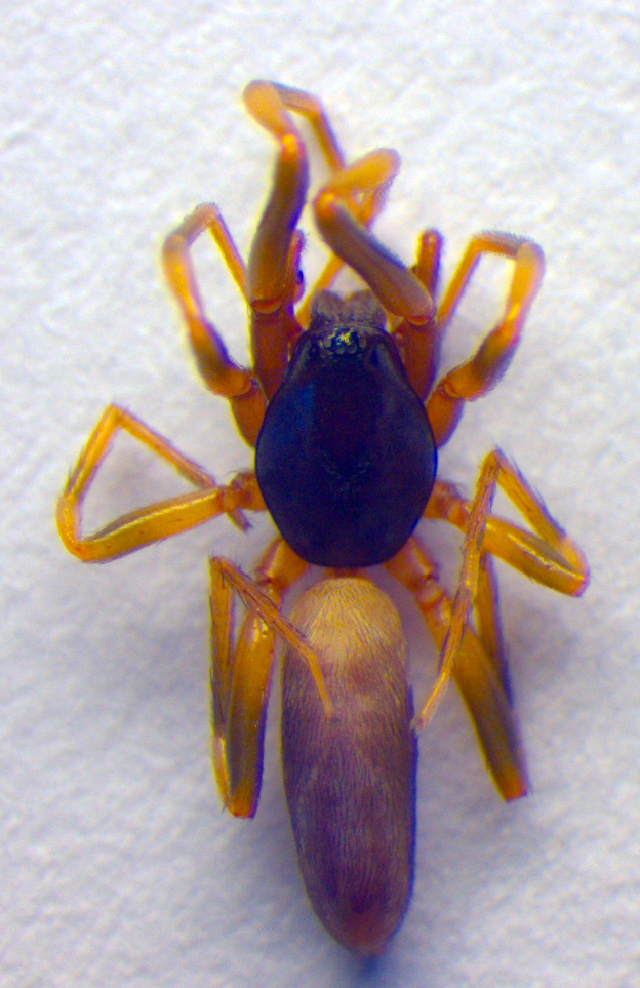
Harpactea holmbergi, vista dorsale

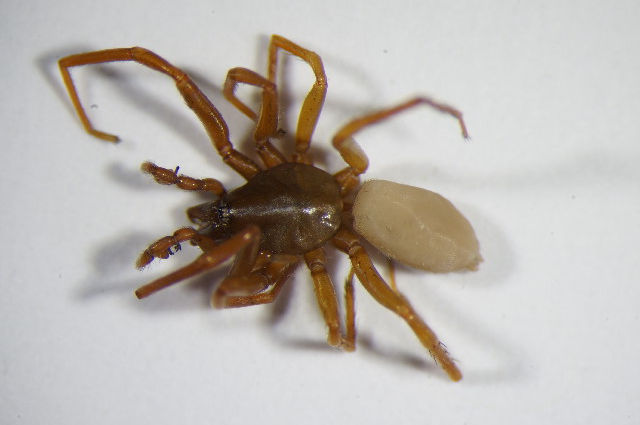
Harpactea lepida, vista dorsale

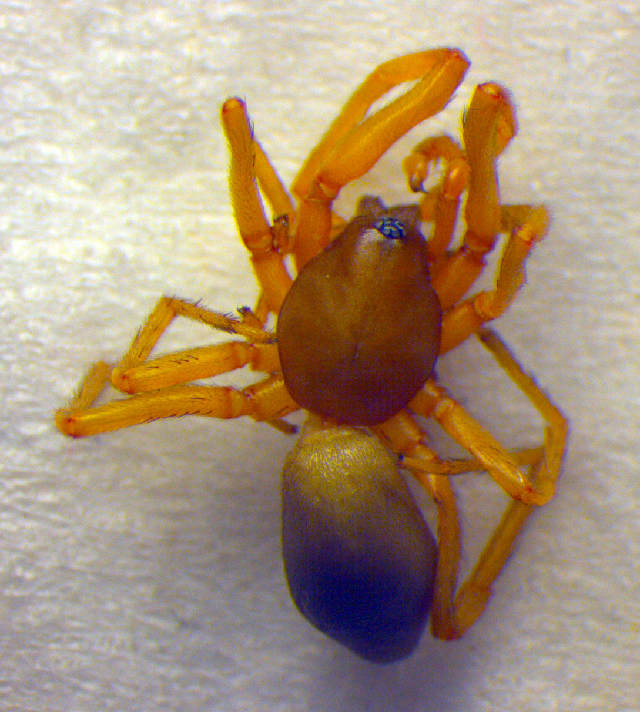
Harpactea rubicunda, vista dorsale

## Cryptoparachtes
Cryptoparachtes Dunin, 1992
- Cryptoparachtes adzharicus Dunin, 1992 — Georgia
- Cryptoparachtes charitonowi (Mcheidze, 1972) — Georgia
- Cryptoparachtes fedotovi (Charitonov, 1956) — Georgia, Azerbaigian

## Dasumia
Dasumia Thorell, 1875
- Dasumia amoena (Kulczynski, 1897) — Europa orientale, Russia, Ucraina
- Dasumia canestrinii (L. Koch, 1876) — Europa meridionale
- Dasumia carpatica (Kulczynski, 1882) — Europa orientale
- Dasumia cephalleniae Brignoli, 1976 — Grecia
- Dasumia chyzeri (Kulczynski, 1906) — Europa orientale
- Dasumia crassipalpis (Simon, 1882) — Siria
- Dasumia diomedea Caporiacco, 1947 — Italia
- Dasumia gasparoi Kunt, Özkütük & Elverici, 2011 — Turchia
- Dasumia kusceri (Kratochvíl, 1935) — Grecia
- Dasumia laevigata (Thorell, 1873) — Europa
- Dasumia mariandyna Brignoli, 1979 — Turchia
- Dasumia nativitatis Brignoli, 1974 — Grecia
- Dasumia sancticedri Brignoli, 1978 — Libano
- Dasumia taeniifera Thorell, 1875 — Francia, Svizzera, Italia

## Dysdera
Dysdera Latreille, 1804
1. Dysdera aberrans Gasparo, 2010 — Italia
2. Dysdera aciculata Simon, 1882 — Algeria
3. Dysdera aculeata Kroneberg, 1875 — Asia centrale, Croazia (introdotto)
4. Dysdera adriatica Kulczynski, 1897 — Austria, Penisola balcanica
5. Dysdera affinis Ferrández, 1996 — Spagna
6. Dysdera afghana Denis, 1958 — Afghanistan
7. Dysdera alegranzaensis Wunderlich, 1992 — Isole Canarie
8. Dysdera alentejana Ferrández, 1996 — Portogallo
9. Dysdera ambulotenta Ribera, Ferrández & Blasco, 1985 — Isole Canarie
10. Dysdera anatoliae Deeleman-Reinhold, 1988 — Turchia
11. Dysdera ancora Grasshoff, 1959 — Italia
12. Dysdera andamanae Arnedo & Ribera, 1997 — Isole Canarie
13. Dysdera andreini Caporiacco, 1928 — Italia
14. Dysdera aneris Macías-Hernández & Arnedo, 2010 —isole Selvagge (Oceano Atlantico)
15. Dysdera anonyma Ferrández, 1984 — Spagna
16. Dysdera apenninica Alicata, 1964 — Italia
  - Dysdera apenninica aprutiana Alicata, 1964 — Italia
17. Dysdera arabiafelix Gasparo & van Harten, 2006 — Yemen
18. Dysdera arabica Deeleman-Reinhold, 1988 — Oman
19. Dysdera arabisenen Arnedo & Ribera, 1997 — Isole Canarie
20. Dysdera argaeica Nosek, 1905 — Turchia
21. Dysdera arganoi Gasparo, 2004 — Italia
22. Dysdera armenica Charitonov, 1956 — Armenia, Georgia
23. Dysdera arnoldii Charitonov, 1956 — Asia centrale
24. Dysdera asiatica Nosek, 1905 — Turchia
25. Dysdera atlantea Denis, 1954 — Marocco
26. Dysdera atlantica Simon, 1909 — Marocco
27. Dysdera aurgitana Ferrández, 1996 — Spagna
28. Dysdera azerbajdzhanica Charitonov, 1956 — Russia, Georgia, Azerbaigian
29. Dysdera baetica Ferrández, 1984 — Spagna
30. Dysdera bandamae Schmidt, 1973 — Isole Canarie
31. Dysdera baratellii Pesarini, 2001 — Italia
32. Dysdera beieri Deeleman-Reinhold, 1988 — Grecia
33. Dysdera bellimundi Deeleman-Reinhold, 1988 — Montenegro, Albania
34. Dysdera bernardi Denis, 1966 — Libia
35. Dysdera bicolor Taczanowski, 1874 — Guiana francese
36. Dysdera bicornis Fage, 1931 — Spagna
37. Dysdera bidentata Dunin, 1990 — Azerbaigian
38. Dysdera bogatschevi Dunin, 1990 — Georgia, Azerbaigian
39. Dysdera borealicaucasica Dunin, 1991 — Russia
40. Dysdera bottazziae Caporiacco, 1951 — Italia, Croazia
41. Dysdera breviseta Wunderlich, 1992 — Isole Canarie
42. Dysdera brevispina Wunderlich, 1992 — Isole Canarie
43. Dysdera brignoliana Gasparo, 2000 — Italia
44. Dysdera brignolii Dunin, 1989 — Turkmenistan
45. Dysdera caeca Ribera, 1993 — Marocco
46. Dysdera calderensis Wunderlich, 1987 — Isole Canarie
47. Dysdera castillonensis Ferrández, 1996 — Spagna
48. Dysdera cechica Řezáč, 2017 — Cechia
49. Dysdera centroitalica Gasparo, 1997 — Italia
50. Dysdera cephalonica Deeleman-Reinhold, 1988 — Grecia
51. Dysdera charitonowi Mcheidze, 1979 — Georgia
52. Dysdera chioensis Wunderlich, 1992 — Isole Canarie
53. Dysdera circularis Deeleman-Reinhold, 1988 — Grecia
54. Dysdera coiffaiti Denis, 1962 — Madeira
55. Dysdera collucata Dunin, 1991 — Armenia
56. Dysdera concinna L. Koch, 1878 — Azerbaigian, Iran
57. Dysdera corfuensis Deeleman-Reinhold, 1988 — Corfù
58. Dysdera cornipes Karsch, 1881 — Libia
59. Dysdera cribellata Simon, 1883 — Isole Canarie
60. Dysdera cribrata Simon, 1882 — Francia
61. Dysdera cristata Deeleman-Reinhold, 1988 — Siria, Libano
62. Dysdera crocata C. L. Koch, 1838 — cosmopolita
  - Dysdera crocata mutica Simon, 1910 — Algeria
  - Dysdera crocata parvula Simon, 1910 — Algeria
63. Dysdera crocolita Simon, 1910 — Algeria
64. Dysdera curviseta Wunderlich, 1987 — Isole Canarie
65. Dysdera cylindrica O. P.-Cambridge, 1885 — Kashmir
66. Dysdera daghestanica Dunin, 1991 — Russia
67. Dysdera dentichelis Simon, 1882 — Libano
68. Dysdera deserticola Simon, 1910 — Algeria
69. Dysdera diversa Blackwall, 1862 — Madeira
70. Dysdera drescoi Ribera, 1983 — Marocco
71. Dysdera dubrovninnii Deeleman-Reinhold, 1988 — Penisola balcanica, Albania
72. Dysdera dunini Deeleman-Reinhold, 1988 — Russia, Ucraina, Georgia, Azerbaigian
73. Dysdera dysderoides (Caporiacco, 1947) — Etiopia
74. Dysdera edumifera Ferrández, 1983 — Spagna
75. Dysdera enghoffi Arnedo, Oromí & Ribera, 1997 — Isole Canarie
76. Dysdera enguriensis Deeleman-Reinhold, 1988 — Turchia
77. Dysdera erythrina (Walckenaer, 1802) — dall'Europa alla Georgia
  - Dysdera erythrina fervida Simon, 1882 — Corsica, Isole Baleari
  - Dysdera erythrina lantosquensis Simon, 1882 — Francia
  - Dysdera erythrina provincialis Simon, 1882 — Francia
78. Dysdera espanoli Ribera & Ferrández, 1986 — Spagna
79. Dysdera esquiveli Ribera & Blasco, 1986 — Isole Canarie
80. Dysdera falciformis Barrientos & Ferrández, 1982 — Spagna
81. Dysdera fedtschenkoi Dunin, 1992 — Tagikistan
82. Dysdera ferghanica Dunin, 1985 — Kirghizistan
83. Dysdera festai Caporiacco, 1929 — Rodi (Dodecaneso)
84. Dysdera flagellata Grasshoff, 1959 — Italia (Lampedusa)
85. Dysdera flagellifera Caporiacco, 1947 — Italia
  - Dysdera flagellifera aeoliensis Alicata, 1973 — Italia
86. Dysdera flavitarsis Simon, 1882 — Spagna
87. Dysdera fragaria Deeleman-Reinhold, 1988 — Rodi (Dodecaneso)
88. Dysdera fuscipes Simon, 1882 — Portugal, Spagna, Francia
89. Dysdera fustigans Alicata, 1966 — Italia
90. Dysdera gamarrae Ferrández, 1984 — Spagna
91. Dysdera gemina Deeleman-Reinhold, 1988 — Israele
92. Dysdera ghilarovi Dunin, 1987 — Azerbaigian
93. Dysdera gibbifera Wunderlich, 1992 — Isole Canarie
94. Dysdera gigas Roewer, 1928 — Creta
95. Dysdera gmelini Dunin, 1991 — Georgia
96. Dysdera gollumi Ribera & Arnedo, 1994 — Isole Canarie
97. Dysdera gomerensis Strand, 1911 — Isole Canarie
98. Dysdera granulata Kulczynski, 1897 — Italia, Penisola balcanica, Albania
99. Dysdera gruberi Deeleman-Reinhold, 1988 — Turchia
100. Dysdera guayota Arnedo & Ribera, 1999 — Isole Canarie
101. Dysdera halkidikii Deeleman-Reinhold, 1988 — Grecia
102. Dysdera hamifera Simon, 1910 — Algeria
  - Dysdera hamifera macellina Simon, 1910 — Algeria
103. Dysdera hamulata Kulczynski, 1897 — Ungheria, Slovacchia
104. Dysdera hattusas Deeleman-Reinhold, 1988 — Turchia
105. Dysdera helenae Ferrández, 1996 — Spagna
106. Dysdera hernandezi Arnedo & Ribera, 1999 — Isole Canarie
107. Dysdera hiemalis Deeleman-Reinhold, 1988 — Creta
108. Dysdera hirguan Arnedo, Oromí & Ribera, 1997 — Isole Canarie
109. Dysdera hirsti Denis, 1945 — Algeria
110. Dysdera hungarica Kulczynski, 1897 — dall'Europa orientale all'Azerbaigian
  - Dysdera hungarica atra Mcheidze, 1979 — Georgia, Azerbaigian
  - Dysdera hungarica subalpina Dunin, 1992 — Russia
111. Dysdera iguanensis Wunderlich, 1987 — Isole Canarie
112. Dysdera imeretiensis Mcheidze, 1979 — Georgia
113. Dysdera incertissima Denis, 1961 — Marocco
114. Dysdera incognita Dunin, 1991 — Russia
115. Dysdera inermis Ferrández, 1984 — Spagna
116. Dysdera inopinata Dunin, 1991 — Georgia
117. Dysdera insulana Simon, 1883 — Isole Canarie
118. Dysdera jana Gasparo & Arnedo, 2009 — Sardegna
119. Dysdera karabachica Dunin, 1990 — Azerbaigian
120. Dysdera kollari Doblika, 1853 — dalla Penisola balcanica all'Ucraina
121. Dysdera kronebergi Dunin, 1992 — Tagikistan
122. Dysdera kugitangica Dunin, 1992 — Turkmenistan
123. Dysdera kulczynskii Simon, 1914 — Francia, Italia
124. Dysdera kusnetsovi Dunin, 1989 — Turkmenistan
125. Dysdera labradaensis Wunderlich, 1992 — Isole Canarie
126. Dysdera lagrecai Alicata, 1964 — Italia
127. Dysdera lancerotensis Simon, 1907 — Isole Canarie
128. Dysdera lata Wider, 1834 — dal Mediteerraneo alla Georgia
129. Dysdera laterispina Pesarini, 2001 — Grecia
130. Dysdera leprieuri Simon, 1882 — Algeria
131. Dysdera levipes Wunderlich, 1987 — Isole Canarie
132. Dysdera ligustica Gasparo, 1997 — Italia
133. Dysdera limitanea Dunin, 1985 — Turkmenistan
134. Dysdera limnos Deeleman-Reinhold, 1988 — Grecia
135. Dysdera liostetha Simon, 1907 — Isole Canarie
136. Dysdera littoralis Denis, 1962 — Marocco
137. Dysdera longa Wunderlich, 1992 — Isole Canarie
138. Dysdera longibulbis Denis, 1962 — Madeira
139. Dysdera longimandibularis Nosek, 1905 — Turchia, Cipro
140. Dysdera longirostris Doblika, 1853 — dall'Europa orientale all'Ucraina
141. Dysdera lubrica Simon, 1907 — Egitto
142. Dysdera lucidipes Simon, 1882 — Algeria
  - Dysdera lucidipes melillensis Simon, 1910 — Marocco
143. Dysdera lusitanica Kulczynski, 1915 — Portogallo, Spagna
144. Dysdera machadoi Ferrández, 1996 — Portogallo, Spagna
145. Dysdera macra Simon, 1883 — Isole Canarie
146. Dysdera madai Arnedo, 2007 — Isole Canarie
147. Dysdera mahan Macías-Hernández & Arnedo, 2010 — Isole Canarie
148. Dysdera maronita Gasparo, 2003 — Libano
149. Dysdera martensi Dunin, 1991 — Russia, Georgia
150. Dysdera mauritanica Simon, 1909 — Marocco
  - Dysdera mauritanica aurantiaca Simon, 1909 — Marocco
151. Dysdera maurusia Thorell, 1873 — Algeria, probabilmente Ungheria, Slovacchia, USA
152. Dysdera mazini Dunin, 1991 — Armenia, Azerbaigian
153. Dysdera meschetiensis Mcheidze, 1979 — Georgia
154. Dysdera minuta Deeleman-Reinhold, 1988 — Rodi (Dodecaneso)
155. Dysdera minutissima Wunderlich, 1992 — Isole Canarie
156. Dysdera mixta Deeleman-Reinhold, 1988 — Turchia
157. Dysdera montanetensis Wunderlich, 1992 — Isole Canarie
158. Dysdera monterossoi Alicata, 1964 — Italia
159. Dysdera moravica Řezáč, 2014 — Germania alla Romania
160. Dysdera mordax L. Koch, 1882 — Isole Baleari
161. Dysdera mucronata Simon, 1910 — Marocco, Spagna
162. Dysdera murphiorum Deeleman-Reinhold, 1988 — Corfù, Albania
163. Dysdera nenilini Dunin, 1989 — Turkmenistan
164. Dysdera neocretica Deeleman-Reinhold, 1988 — Creta
165. Dysdera nesiotes Simon, 1907 — Isole Selvagge (Isole Canarie)
166. Dysdera nicaeensis Thorell, 1873 — Francia, Italia
167. Dysdera ninnii Canestrini, 1868 — dall'Europa centrale e meridionale all'Ucraina
168. Dysdera nomada Simon, 1910 — Tunisia
169. Dysdera nubila Simon, 1882 — Corsica, Italia
170. Dysdera orahan Arnedo, Oromí & Ribera, 1997 — Isole Canarie
171. Dysdera ortunoi Ferrández, 1996 — Spagna
172. Dysdera osellai Alicata, 1973 — Italia
173. Dysdera paganettii Deeleman-Reinhold, 1988 — Italia
174. Dysdera pamirica Dunin, 1992 — Tagikistan
175. Dysdera pandazisi Hadjissarantos, 1940 — Grecia
176. Dysdera paucispinosa Wunderlich, 1992 — Isole Canarie
177. Dysdera pavani Caporiacco, 1941 — Italia
178. Dysdera pectinata Deeleman-Reinhold, 1988 — Bulgaria, Macedonia, Grecia
179. Dysdera pharaonis Simon, 1907 — Egitto
180. Dysdera pococki Dunin, 1985 — Turkmenistan
181. Dysdera pominii Caporiacco, 1947 — Italia
182. Dysdera portisancti Wunderlich, 1995 — Madeira
183. Dysdera praepostera Denis, 1961 — Marocco
184. Dysdera presai Ferrández, 1984 — Spagna
185. Dysdera pretneri Deeleman-Reinhold, 1988 — Croazia, Montenegro, Grecia, Corfù
186. Dysdera pristiphora Pesarini, 2001 — Italia
187. Dysdera punctata C. L. Koch, 1838 — dall'Europa sudorientale alla Georgia
188. Dysdera punctocretica Deeleman-Reinhold, 1988 — Corfù
189. Dysdera raddei Dunin, 1990 — Azerbaigian
190. Dysdera ramblae Arnedo, Oromí & Ribera, 1997 — Isole Canarie
191. Dysdera ratonensis Wunderlich, 1992 — Isole Canarie
192. Dysdera ravida Simon, 1909 — Marocco
193. Dysdera richteri Charitonov, 1956 — Azerbaigian, Armenia, Georgia
194. Dysdera roemeri Strand, 1906 — Etiopia
195. Dysdera romana Gasparo & Di Franco, 2008 — Italia
196. Dysdera romantica Deeleman-Reinhold, 1988 — Grecia
197. Dysdera rostrata Denis, 1961 — Marocco
198. Dysdera rubus Deeleman-Reinhold, 1988 — Turchia, Grecia
199. Dysdera rudis Simon, 1882 — Francia
200. Dysdera rugichelis Simon, 1907 — Isole Canarie
201. Dysdera rullii Pesarini, 2001 — Italia
202. Dysdera sanborondon Arnedo, Oromí & Ribera, 2000 — Isole Canarie
203. Dysdera satunini Dunin, 1990 — Azerbaigian
204. Dysdera scabricula Simon, 1882 — Francia, Spagna
205. Dysdera sciakyi Pesarini, 2001 — Grecia
206. Dysdera seclusa Denis, 1961 — Marocco
207. Dysdera sefrensis Simon, 1910 — Marocco
208. Dysdera shardana Opatova & Arnedo, 2009 — Sardegna
209. Dysdera sibyllina Arnedo, 2007 — Isole Canarie
210. Dysdera sibyllinica Kritscher, 1956 — Italia
211. Dysdera silana Alicata, 1965 — Italia
212. Dysdera silvatica Schmidt, 1981 — Isole Canarie
213. Dysdera simbeque Macías-Hernández & Arnedo, 2010 — Isole Canarie
214. Dysdera simoni Deeleman-Reinhold, 1988 — Siria, Israele, Libano
215. Dysdera snassenica Simon, 1910 — Marocco, Algeria
  - Dysdera snassenica collina Simon, 1910 — Marocco
216. Dysdera soleata Karsch, 1881 — Libia
217. Dysdera solers Walckenaer, 1837 — Colombia
218. Dysdera spasskyi Charitonov, 1956 — Georgia
219. Dysdera spinicrus Simon, 1882 — dalla Penisola balcanica alla Siria
220. Dysdera spinidorsa Wunderlich, 1992 — Isole Canarie
221. Dysdera subcylindrica Charitonov, 1956 — Asia centrale
222. Dysdera subnubila Simon, 1907 — Italia, Tunisia, Egitto
223. Dysdera subsquarrosa Simon, 1914 — Francia, Italia
224. Dysdera sultani Deeleman-Reinhold, 1988 — Turchia, Grecia
225. Dysdera sutoria Denis, 1945 — Marocco
226. Dysdera tartarica Kroneberg, 1875 — Asia centrale
227. Dysdera tbilisiensis Mcheidze, 1979 — Georgia
228. Dysdera tenuistyla Denis, 1961 — Marocco
229. Dysdera tilosensis Wunderlich, 1992 — Isole Canarie
230. Dysdera topcui Gasparo, 2008 — Turchia
231. Dysdera tystshenkoi Dunin, 1989 — Turkmenistan
232. Dysdera ukrainensis Charitonov, 1956 — Russia, Ucraina
233. Dysdera unguimmanis Ribera, Ferrández & Blasco, 1985 — Isole Canarie
234. Dysdera valentina Ribera, 2004 — Spagna
235. Dysdera vandeli Denis, 1962 — Madeira
236. Dysdera veigai Ferrández, 1984 — Spagna
237. Dysdera ventricosa Grasshoff, 1959 — Italia
238. Dysdera vermicularis Berland, 1936 — Isole capo Verde
239. Dysdera verneaui Simon, 1883 — Isole Canarie
240. Dysdera vesiculifera Simon, 1882 — Algeria
241. Dysdera vignai Gasparo, 2003 — Libano
242. Dysdera vivesi Ribera & Ferrández, 1986 — Spagna
243. Dysdera volcania Ribera, Ferrández & Blasco, 1985 — Isole Canarie
244. Dysdera werneri Deeleman-Reinhold, 1988 — Grecia
245. Dysdera westringi O. P.-Cambridge, 1872 — Mediterraneo orientale
246. Dysdera yguanirae Arnedo & Ribera, 1997 — Isole Canarie
247. Dysdera yozgat Deeleman-Reinhold, 1988 — Turchia
248. Dysdera zarudnyi Charitonov, 1956 — Asia centrale, Afghanistan

## Dysderella
Dysderella Dunin, 1992
- Dysderella caspica (Dunin, 1990) — Azerbaigian
- Dysderella transcaspica (Dunin & Fet, 1985) — Turkmenistan

## Dysderocrates
Dysderocrates Deeleman-Reinhold & Deeleman, 1988
- Dysderocrates egregius (Kulczynski, 1897) — Ungheria, Romania
- Dysderocrates gasparoi Deeleman-Reinhold, 1988 — Corfù
- Dysderocrates marani (Kratochvíl, 1937) — Creta
- Dysderocrates regina Deeleman-Reinhold, 1988 — Turchia
- Dysderocrates silvestris Deeleman-Reinhold, 1988 — Bosnia-Herzegovina
- Dysderocrates storkani (Kratochvíl, 1935) — Penisola balcanica

## Folkia
Folkia Kratochvíl, 1970
- Folkia boudewijni Deeleman-Reinhold, 1993 — Croazia
- Folkia haasi (Reimoser, 1929) — Croazia
- Folkia inermis (Absolon & Kratochvíl, 1933) — Croazia
- Folkia lugens Brignoli, 1974 — Grecia
- Folkia mrazeki (Nosek, 1904) — Montenegro
- Folkia pauciaculeata (Fage, 1943) — Bosnia-Herzegovina
- Folkia subcupressa Deeleman-Reinhold, 1993 — Croazia

## Harpactea
Harpactea Bristowe, 1939
- Harpactea abantia (Simon, 1884) — Grecia
- Harpactea achsuensis Dunin, 1991 — Azerbaigian
- Harpactea acuta Beladjal & Bosmans, 1997 — Algeria
- Harpactea aeoliensis Alicata, 1973 — Italia
- Harpactea aeruginosa Barrientos, Espuny & Ascaso, 1994 — Spagna
- Harpactea agnolettii Brignoli, 1978 — Turchia
- Harpactea albanica (Caporiacco, 1949) — Albania
- Harpactea alexandrae Lazarov, 2006 — Bulgaria
- Harpactea algarvensis Ferrández, 1990 — Portogallo
- Harpactea alicatai Brignoli, 1979 — Sardegna
- Harpactea angustata (Lucas, 1846) — Algeria
- Harpactea antoni Bosmans, 2009 — Grecia
- Harpactea apollinea Brignoli, 1979 — Grecia
- Harpactea arguta (Simon, 1907) — Francia, Italia
- Harpactea armenica Dunin, 1989 — Armenia
- Harpactea arnedoi Kunt et al., 2011 — Turchia
- Harpactea asparuhi Lazarov, 2008 — Bulgaria
- Harpactea auresensis Bosmans & Beladjal, 1991 — Algeria
- Harpactea auriga (Simon, 1910) — Algeria
- Harpactea aurigoides Bosmans & Beladjal, 1991 — Algeria
- Harpactea azerbajdzhanica Dunin, 1991 — Azerbaigian
- Harpactea azowensis Charitonov, 1956 — Ucraina
- Harpactea babori (Nosek, 1905) — Turchia
- Harpactea ballarini Kunt, Özkütük & Elverici, 2013 — Turchia
- Harpactea blasi Ribera & Ferrández, 1986 — Spagna
- Harpactea buchari Dunin, 1991 — Azerbaigian
- Harpactea bulgarica Lazarov & Naumova, 2010 — Bulgaria
- Harpactea caligata Beladjal & Bosmans, 1997 — Algeria
- Harpactea camenarum Brignoli, 1977 — dalla Grecia alla Georgia
- Harpactea carusoi Alicata, 1974 — Italia, Tunisia
- Harpactea catholica (Brignoli, 1984) — Creta
- Harpactea caucasia (Kulczynski, 1895) — Russia, Georgia
- Harpactea cecconii (Kulczynski, 1908) — Cipro
- Harpactea cesari Van Keer, 2009 — Grecia
- Harpactea chreensis Bosmans & Beladjal, 1989 — Algeria
- Harpactea christae Bosmans & Beladjal, 1991 — Algeria
- Harpactea christodeltshevi Bayram, Kunt & Yagmur, 2009 — Turchia
- Harpactea clementi Bosmans, 2009 — Grecia
- Harpactea coccifera Brignoli, 1984 — Creta
- Harpactea colchidis Brignoli, 1978 — Turchia
- Harpactea complicata Deltshev, 2011 — Serbia
- Harpactea corinthia Brignoli, 1984 — Grecia
- Harpactea corticalis (Simon, 1882) — Europa meridionale
- Harpactea cressa Brignoli, 1984 — Creta
- Harpactea cruriformis Bosmans, 2011 — Grecia
- Harpactea dashdamirovi Dunin, 1993 — Azerbaigian
- Harpactea deelemanae Dunin, 1989 — Armenia
- Harpactea deltshevi Dimitrov & Lazarov, 1999 — Bulgaria
- Harpactea digiovannii Gasparo, 2013 — Grecia
- Harpactea diraoi Brignoli, 1978 — Turchia
- Harpactea dobati Alicata, 1974 — Turchia
- Harpactea doblikae (Thorell, 1875) — Ucraina, Crimea
- Harpactea dufouri (Thorell, 1873) — Isole Baleari
- Harpactea dumonti Bosmans & Beladjal, 1991 — Algeria
- Harpactea erseni Kunt, Özkütük & Kaya, 2010 — Turchia
- Harpactea eskovi Dunin, 1989 — Georgia, Armenia
- Harpactea fageli Brignoli, 1980 — Portogallo, Spagna
- Harpactea forcipifera (Simon, 1910) — Algeria
- Harpactea gaditana Pesarini, 1988 — Spagna
- Harpactea galatica Brignoli, 1978 — Turchia
- Harpactea gennargentu Wunderlich, 1995 — Sardegna
- Harpactea globifera (Simon, 1910) — Algeria
- Harpactea golovatchi Dunin, 1989 — Armenia
- Harpactea gridellii (Caporiacco, 1951) — Italia
- Harpactea grisea (Canestrini, 1868) — Svizzera, Austria, Italia, Slovenia
- Harpactea hauseri Brignoli, 1976 — Grecia
- Harpactea haymozi Brignoli, 1979 — Francia
- Harpactea heizerensis Bosmans & Beladjal, 1991 — Algeria
- Harpactea heliconia Brignoli, 1984 — Grecia
- Harpactea henschi (Kulczynski, 1915) — Bosnia-Herzegovina
- Harpactea herodis Brignoli, 1978 — Israele
- Harpactea hispana (Simon, 1882) — Spagna, Francia
- Harpactea hombergi (Scopoli, 1763) — dall'Europa all'Ucraina
- Harpactea hyrcanica Dunin, 1991 — Azerbaigian
- Harpactea incerta Brignoli, 1979 — Grecia
- Harpactea incurvata Bosmans & Beladjal, 1991 — Algeria
- Harpactea indistincta Dunin, 1991 — Russia, Azerbaigian
- Harpactea innupta Beladjal & Bosmans, 1997 — Algeria
- Harpactea isaurica Brignoli, 1978 — Turchia
- Harpactea johannitica Brignoli, 1976 — Grecia
- Harpactea kalaensis Beladjal & Bosmans, 1997 — Algeria
- Harpactea karabachica Dunin, 1991 — Azerbaigian
- Harpactea kareli Bosmans & Beladjal, 1991 — Algeria
- Harpactea kencei Kunt et al., 2011 — Turchia
- Harpactea konradi Lazarov, 2009 — Bulgaria
- Harpactea korgei Brignoli, 1979 — Turchia
- Harpactea krueperi (Simon, 1884) — Grecia
- Harpactea krumi Lazarov, 2010 — Bulgaria
- Harpactea kubrati Lazarov, 2008 — Bulgaria
- Harpactea kulczynskii Brignoli, 1976 — Grecia
- Harpactea lazarovi Deltshev, 2011 — Bulgaria
- Harpactea lazonum Brignoli, 1978 — Turchia
- Harpactea lepida (C. L. Koch, 1838) — dall'Europa alla Moldavia
- Harpactea loebli Brignoli, 1974 — Grecia
- Harpactea logunovi Dunin, 1992 — Russia, Georgia
- Harpactea longitarsa Alicata, 1974 — Algeria, Tunisia
- Harpactea longobarda Pesarini, 2001 — Italia
- Harpactea lyciae Brignoli, 1978 — Turchia
- Harpactea maelfaiti Beladjal & Bosmans, 1997 — Algeria
- Harpactea magnibulbi Machado & Ferrández, 1991 — Portogallo
- Harpactea major (Simon, 1910) — Algeria
- Harpactea martensi Dunin, 1991 — Azerbaigian
- Harpactea mcheidzeae Dunin, 1992 — Georgia
- Harpactea medeae Brignoli, 1978 — Turchia
- Harpactea mehennii Bosmans & Beladjal, 1989 — Algeria
- Harpactea mentor Lazarov & Naumova, 2010 — Bulgaria
- Harpactea mertensi Bosmans & Beladjal, 1991 — Algeria
- Harpactea minoccii Ferrández, 1982 — Spagna
- Harpactea minuta Alicata, 1974 — Tunisia
- Harpactea mithridatis Brignoli, 1979 — dalla Turchia alla Georgia
- Harpactea mitidjae Bosmans & Beladjal, 1991 — Algeria
- Harpactea modesta Dunin, 1991 — Russia, Azerbaigian
- Harpactea monicae Bosmans & Beladjal, 1991 — Algeria
- Harpactea mouzaiensis Bosmans & Beladjal, 1989 — Algeria
- Harpactea muscicola (Simon, 1882) — Corsica
- Harpactea nachitschevanica Dunin, 1991 — Azerbaigian
- Harpactea nausicaae Brignoli, 1976 — Macedonia, Grecia
- Harpactea nenilini Dunin, 1989 — Armenia
- Harpactea nuragica Alicata, 1966 — Italia
- Harpactea oglasana Gasparo, 1992 — Italia
- Harpactea oranensis Bosmans & Beladjal, 1991 — Algeria
- Harpactea ortegai Ribera & De Mas, 2003 — Spagna
- Harpactea osellai Brignoli, 1978 — Turchia
- Harpactea ouarsenensis Bosmans & Beladjal, 1991 — Algeria
- Harpactea ovata Beladjal & Bosmans, 1997 — Algeria
- Harpactea paradoxa Dunin, 1992 — Georgia
- Harpactea parthica Brignoli, 1980 — Iran, Turkmenistan
- Harpactea persephone Gasparo, 2011 — Creta
- Harpactea piligera (Thorell, 1875) — Italia
- Harpactea pisidica Brignoli, 1978 — Turchia
- Harpactea proxima Ferrández, 1990 — Portogallo
- Harpactea punica Alicata, 1974 — Algeria, Tunisia
- Harpactea reniformis Beladjal & Bosmans, 1997 — Algeria
- Harpactea rubicunda (C. L. Koch, 1838) — dall'Europa alla Georgia
- Harpactea rucnerorum Polenec & Thaler, 1975 — Croazia
- Harpactea ruffoi Alicata, 1974 — Tunisia
- Harpactea rugichelis Denis, 1955 — Libano
- Harpactea sadistica Rezác, 2008 - Israele
- Harpactea saeva (Herman, 1879) — Europa orientale, Ucraina
- Harpactea samuili Lazarov, 2006 — Bulgaria
- Harpactea sanctaeinsulae Brignoli, 1978 — Turchia
- Harpactea sanctidomini Gasparo, 1997 — Italia
- Harpactea sardoa Alicata, 1966 — Italia
- Harpactea sbordonii Brignoli, 1978 — Turchia
- Harpactea sciakyi Pesarini, 1988 — Spagna
- Harpactea secunda Dunin, 1989 — Armenia
- Harpactea senalbensis Beladjal & Bosmans, 1997 — Algeria
- Harpactea serena (Simon, 1907) — Spagna, Francia
- Harpactea sicula Alicata, 1966 — Sicilia
- Harpactea sinuata Beladjal & Bosmans, 1997 — Algeria
- Harpactea spasskyi Dunin, 1992 — Russia
- Harpactea spirembolus Russell-Smith, 2011 — Grecia
- Harpactea srednagora Dimitrov & Lazarov, 1999 — Bulgaria
- Harpactea stalitoides Ribera, 1993 — Portogallo
- Harpactea strandi (Caporiacco, 1939) — Italia
- Harpactea strandjica Dimitrov, 1997 — Bulgaria
- Harpactea strinatii Brignoli, 1979 — Grecia
- Harpactea sturanyi (Nosek, 1905) — Bulgaria, Turchia
- Harpactea subiasi Ferrández, 1990 — Portogallo
- Harpactea talyschica Dunin, 1991 — Azerbaigian
- Harpactea tenuiemboli Deltshev, 2011 — Serbia
- Harpactea terveli Lazarov, 2009 — Bulgaria
- Harpactea thaleri Alicata, 1966 — Svizzera, Italia
- Harpactea undosa Beladjal & Bosmans, 1997 — Algeria
- Harpactea vagabunda Dunin, 1991 — Azerbaigian
- Harpactea vignai Brignoli, 1978 — Turchia
- Harpactea villehardouini Brignoli, 1979 — Grecia
- Harpactea yakourensis Beladjal & Bosmans, 1997 — Algeria
- Harpactea zaitzevi Charitonov, 1956 — Georgia, Azerbaigian, Armenia
- Harpactea zannonensis Alicata, 1966 — Italia
- Harpactea zjuzini Dunin, 1991 — Azerbaigian
- Harpactea zoiai Gasparo, 1999 — Grecia

## Harpactocrates
Harpactocrates Simon, 1914
- Harpactocrates apennicola Simon, 1914 — Francia, Italia
- Harpactocrates cazorlensis Ferrández, 1986 — Spagna
- Harpactocrates drassoides (Simon, 1882) — Europa occidentale
- Harpactocrates escuderoi Ferrández, 1986 — Spagna
- Harpactocrates globifer Ferrández, 1986 — Spagna
- Harpactocrates gredensis Ferrández, 1986 — Spagna
- Harpactocrates gurdus Simon, 1914 — Spagna, Francia
- Harpactocrates intermedius Dalmas, 1915 — Francia, Italia
- Harpactocrates meridionalis Ferrández & Martin, 1986 — Spagna
- Harpactocrates radulifer Simon, 1914 — Spagna, Francia
- Harpactocrates ravastellus Simon, 1914 — Spagna, Francia
- Harpactocrates trialetiensis Mcheidze, 1997 — Georgia
- Harpactocrates troglophilus Brignoli, 1978 — Turchia

## Holissus
Holissus Simon, 1882
- Holissus unciger Simon, 1882 — Corsica

## Hygrocrates
Hygrocrates Deeleman-Reinhold, 1988
- Hygrocrates caucasicus Dunin, 1992 — Georgia
- Hygrocrates deelemanus Kunt & Yag, 2011 — Turchia
- Hygrocrates georgicus (Mcheidze, 1972) — Georgia
- Hygrocrates lycaoniae (Brignoli, 1978) — Rodi, Turchia

## Kaemis
Kaemis Deeleman-Reinhold, 1993
- Kaemis carnicus Gasparo, 1995 — Italia
- Kaemis circe (Brignoli, 1975) — Italia
- Kaemis vernalis Deeleman-Reinhold, 1993 — Montenegro
- Kaemis gasparoi (Mazzoleni-Pantini, 2018) — Italia[2]

## Mesostalita
Mesostalita Deeleman-Reinhold, 1971
- Mesostalita comottii (Gasparo, 1999) — Croazia
- Mesostalita kratochvili Deeleman-Reinhold, 1971 — Bosnia-Herzegovina
- Mesostalita nocturna (Roewer, 1931) — Italia, Slovenia

## Minotauria
Minotauria Kulczynski, 1903
- Minotauria attemsi Kulczynski, 1903 - Creta
- Minotauria fagei Kratochvíl, 1970 - Creta

## Parachtes
Parachtes Alicata, 1964
- Parachtes andreinii Alicata, 1966 — Italia
- Parachtes cantabrorum (Simon, 1914) — Spagna, Francia
- Parachtes deminutus (Denis, 1957) — Spagna
- Parachtes ignavus (Simon, 1882) — Spagna, Francia, Corsica
- Parachtes inaequipes (Simon, 1882) — Corsica
- Parachtes latialis Alicata, 1966 — Italia
- Parachtes limbarae (Kraus, 1955) — Sardegna
- Parachtes loboi Jiménez-Valverde, Barriga & Moreno, 2006 — Spagna
- Parachtes romandiolae (Caporiacco, 1949) — Italia
- Parachtes siculus (Caporiacco, 1949) — Italia
- Parachtes teruelis (Kraus, 1955) — Spagna
- Parachtes vernae (Caporiacco, 1936) — Italia

## Parastalita
Parastalita Absolon & Kratochvíl, 1932
- Parastalita stygia (Joseph, 1882) — Bosnia-Herzegovina

## Rhode
Rhode Simon, 1882
- Rhode aspinifera (Nikolic, 1963) — Slovenia
- Rhode baborensis Beladjal & Bosmans, 1996 — Algeria
- Rhode biscutata Simon, 1893 — Mediterraneo
- Rhode magnifica Deeleman-Reinhold, 1978 — Montenegro
- Rhode scutiventris Simon, 1882 — Portogallo, Spagna, Marocco, Algeria
- Rhode stalitoides Deeleman-Reinhold, 1978 — Bosnia-Herzegovina
- Rhode subterranea (Kratochvíl, 1935) — Bosnia-Herzegovina
- Rhode tenuipes (Simon, 1882) — Corsica
- Rhode testudinea Pesarini, 1984 — Italia

## Rhodera
Rhodera Deeleman-Reinhold, 1989
- Rhodera hypogea Deeleman-Reinhold, 1989 — Creta

## Sardostalita
Sardostalita Gasparo, 1999
- Sardostalita patrizii (Roewer, 1956) — Sardegna

## Speleoharpactea
Speleoharpactea Ribera, 1982
- Speleoharpactea levantina Ribera, 1982 — Spagna

## Stalagtia
Stalagtia Kratochvíl, 1970
- Stalagtia argus Brignoli, 1976 — Grecia
- Stalagtia christoi Van Keer & Bosmans, 2009 — Grecia
- Stalagtia hercegovinensis (Nosek, 1905) — Penisola balcanica, Creta
- Stalagtia kratochvili Brignoli, 1976 — Grecia
- Stalagtia monospina (Absolon & Kratochvíl, 1933) — Montenegro
- Stalagtia skadarensis Kratochvíl, 1970 — Montenegro
- Stalagtia thaleriana Chatzaki & Arnedo, 2006 — Creta

## Stalita
Stalita Schiødte, 1847
- Stalita hadzii Kratochvíl, 1934 — Slovenia
- Stalita inermifemur Roewer, 1931 — Slovenia, Croazia
- Stalita pretneri Deeleman-Reinhold, 1971 — Croazia
- Stalita taenaria Schiødte, 1847 — Italia, Slovenia

## Stalitella
Stalitella Absolon & Kratochvíl, 1932
- Stalitella noseki Absolon & Kratochvíl, 1933 — Bosnia-Herzegovina, Montenegro

## Stalitochara
Stalitochara Simon, 1913
- Stalitochara kabiliana Simon, 1913 — Algeria

## Tedia
Tedia Simon, 1882
- Tedia abdominalis Deeleman-Reinhold, 1988 — Israele, Siria
- Tedia oxygnatha Simon, 1882 — Siria